# Operación Laylat al-Qadr
El bombardeo de Mayadin, llamado en clave Operación Laylat al-Qadr, fue la operación militar efectuada el 18 de junio de 2017 por aviones iraníes no tripulados de la Fuerza Aeroespacial de los Cuerpos de la Guardia Revolucionaria Islámica como respuesta a los atentados terroristas en Teherán a principios del mismo mes; el objetivo era la localidad siria de Mayadin, la cual era utilizada como centro de operaciones del grupo terrorista Estado Islámico. Al día siguiente del bombardeo, el portavoz oficial de la fuerza aérea divulgó los vídeos grabados por los aviones no tripulados sobre la ciudad siria de Deir ez-Zor, confirmando que el bombardeo había alcanzado el éxito esperado. Este ataque fue el primero con misiles balísticos desde la guerra de Irán-Irak de 1980-1988.
El ataque fue criticado por grupos ultraconservadores del país y de todo el Oriente Medio, el gobierno iraní dijo que «responderán con más fuerza si Irán vuelve a ser atacado».

## Antecedentes
En los atentados en Teherán, 18 personas (excluyendo a los atacantes) perdieron la vida, posteriormente los atentados fueron reivindicados por el grupo terrorista Estado Islámico, aunque el propio gobierno de Irán sigue investigando la responsabilidad de los atentados, los Cuerpos de la Guardia Revolucionaria Islámica sacaron como conclusión que los responsables directa o indirectamente tenían que estar relacionados con Estado Islámico por lo que —según ellos— una respuesta rápida era necesaria; el líder supremo Ali Jamenei se mostró de acuerdo y el ejército del CGRI horas después se desplegó en las zonas fronterizas con Irak por si desde este país se armaba una invasión a Irán por parte de grupos afiliados a Estado Islámico como respuesta del ataque.